# Fagoterapia

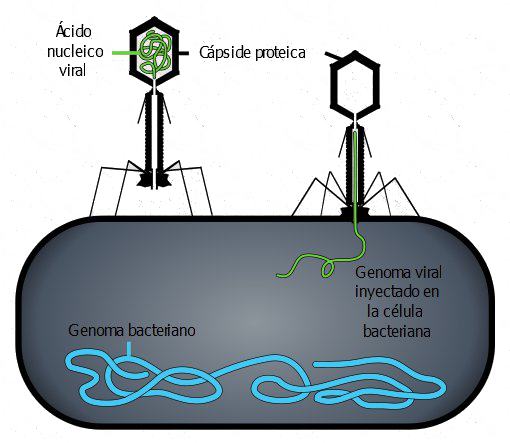
Un bacteriófago inyectando su genoma en una célula bacteriana.

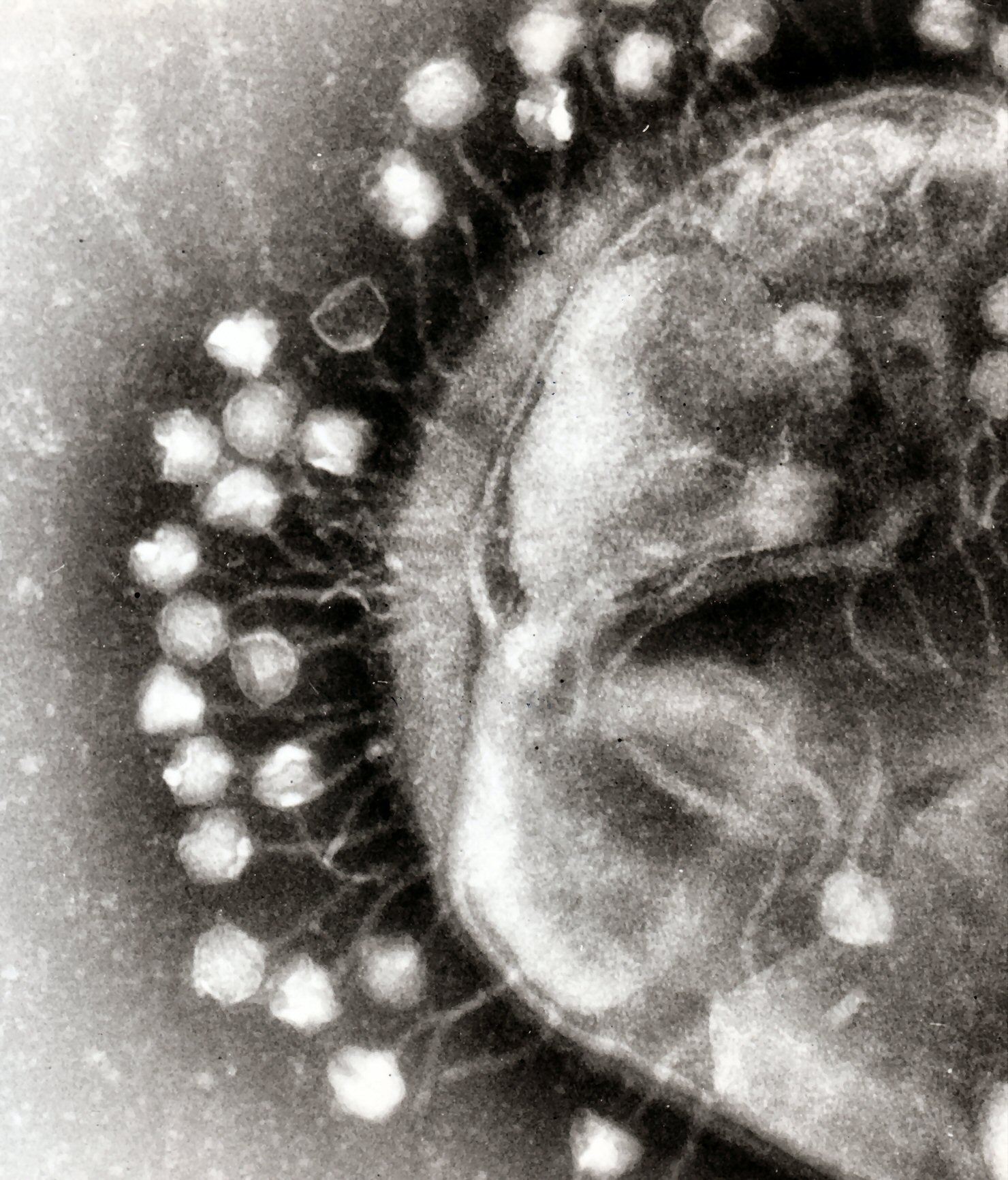
Micrografía electrónica de bacteriófagos unidos a una célula bacteriana. Estos virus son del tamaño y de la forma del colifago T1.

La terapia de fagos, terapia viral de fagos, terapia fágica o fagoterapia es una terapia que utiliza bacteriófagos para tratar infecciones bacterianas patogénicas. La terapia de fagos tiene diversas aplicaciones en medicina así como en odontología, ciencia, veterinaria y agricultura. Si el hospedero de destino de la terapia de fagos no es un animal, se emplea por lo
general el término “biocontrol” (como en el control biológico de fagos mediante bacterias) en lugar del término "terapia de fagos".
Esta terapia tiene un alto índice terapéutico, por lo que se espera que dé lugar a pocos efectos secundarios. Debido a que los fagos se replican In vivo, se pueden usar con eficacia en pequeñas dosis. Para incrementar las probabilidades de éxito se obtienen muestras previas para identificar y cultivar a los fagos apropiados o se utilizan varias cepas de fagos.
Los bacteriófagos tienen un objetivo más específico que los antibióticos. Por lo general son inofensivos, no sólo para el organismo del hospedero, sino también para otros tipos de flora normal (por ejemplo la que se encuentra en los intestinos). De esta forma se logra reducir el riesgo a contraer otro tipo de infección.
Los fagos tienden a ser más exitosos que los antibióticos en presencia de una biopelícula cubierta por una capa de polisacáridos, la cual los antibióticos no suelen ser capaces de penetrar. En occidente, ninguna de estas terapias se encuentra autorizada para llevarse a cabo en humanos, sin embargo, este tipo de terapias se utiliza para el tratamiento de intoxicaciones alimentarias causadas por bacterias (Listeria).
Actualmente los fagos son utilizados para tratar infecciones bacterianas que no responden a los antibióticos convencionales, esto ocurre particularmente en Rusia y Georgia.

## Historia

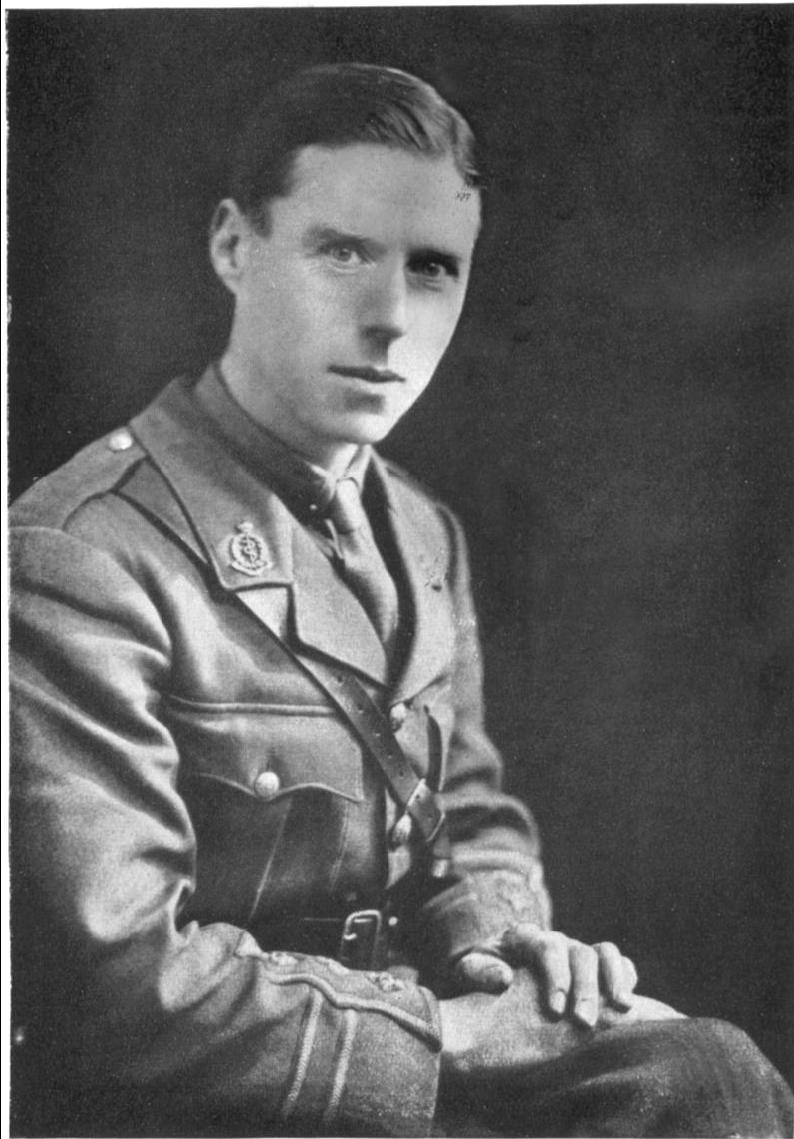
Frederick Twort

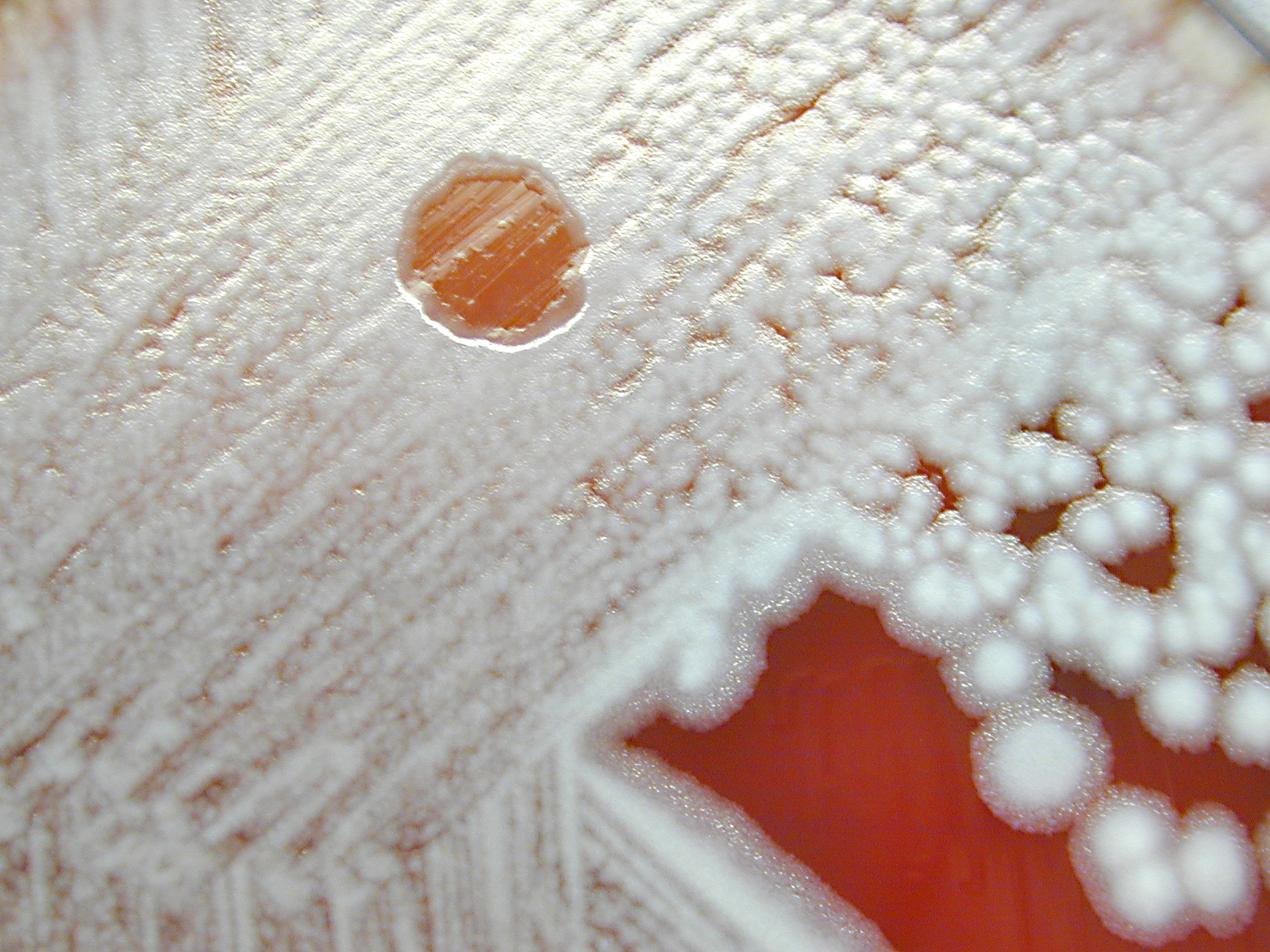
Bacteriófagos en acción sobre un Bacillus anthracis.

El descubrimiento de los bacteriófagos fue reportado por Frederick Twort en 1915 y por Félix d'Herelle en 1917. D'Herelle observó que los fagos siempre aparecían en las heces de los pacientes que se encontraban en recuperación de la disentería causada por shigelosis. Debido a esto, pronto se aprendió que los bacteriófagos se encontraban en donde los bacterios se desarrollan con facilidad, como en: drenajes, ríos contaminados por los sistemas de deshechos y en las heces de los pacientes convalecientes. La terapia de fagos fue rápidamente reconocida por varios científicos como una alternativa clave para erradicar infecciones bacterianas. Un investigador georgiano, George Eliava, estaba realizando descubrimientos similares, por lo que viajó al Instituto Pasteur en París, donde conoció a D'Herelle. Posteriormente, fundó en 1923 el Instituto Eliava en Tiflis, Georgia. Esta institución fue destinada al desarrollo de la terapia de fagos. Actualmente, la terapia de fagos es utilizada en Rusia, Georgia y Polonia.
En Rusia, está por comenzar una extensa investigación en el desarrollo de este campo. En los Estados Unidos durante los 1940, la comercialización de la terapia de fagos estaba a cargo de Eli Lilly and Company.
A pesar de que el conocimiento en esta área iba ampliándose, con respecto a la biología de los fagos y de cómo utilizar correctamente la mezcla de estos mismos, los primeros usos de esta técnica fueron poco fiables. Cuando los antibióticos fueron descubiertos y comercializados por E.U.A y Europa en 1941, los científicos occidentales perdieron temporalmente el interés en el estudio y el uso de la terapia de fagos.
Aislados de los avances occidentales, en la producción de antibióticos de los años 1940, científicos rusos continuaron con el exitoso proceso del desarrollo de terapias de fagos para tratar, en hospitales de campaña, a soldados heridos. Durante la Segunda Guerra Mundial, la Unión Soviética usaba bacteriófagos para tratar a soldados con distintas infecciones bacterianas, como por ejemplo: la disentería y la gangrena. Investigadores rusos continuaron en el desarrollo y refinamiento de los tratamientos, posteriormente publicaron sus investigaciones y resultados. Sin embargo, debido a las barreras científicas de la Guerra Fría, estas investigaciones no fueron traducidas y no proliferaron en el mundo. Un resumen de estas indagaciones fue publicado en inglés en el año 2009, titulado “A Literature Review of the Practice Application of Bacteriophage Research”.
Hay una extensa biblioteca y centro de investigación en el Instituto George Eliava en Tiflis, Georgia. Hoy en día la terapia de fagos es un tratamiento popular en esta región.
Como resultado del incremento a la resistencia de antibióticos, desde 1950 y el avance en el conocimiento científico, se ha renovado el interés mundial sobre la capacidad de la terapia de fagos para erradicar las infecciones bacterianas, en la biopelícula microbiana crónica, e incluso en situaciones industriales.
Los fagos han sido investigados por su potencial para eliminar patógenos como Campylobacter, la cual se encuentra en la comida cruda, y Listeria, que se encuentra en comida fresca; o con el propósito de reducir el proceso de descomposición de la comida, a causa de bacterias presentes en ella. En el campo de la agricultura, los fagos se utilizaban para combatir patógenos como: Campylobacter, Escherichia y Salmonella en el ganado; Lactococcus y Vibrio que se encuentran en los pescados criados en acuicultura; y Erwinia y Xanthomonas en plantas de importancia agrícola. Sin embargo, el uso más viejo de esta terapia, es en la medicina humana. Los fagos han sido utilizados en contra de enfermedades diarreicas causadas por E.coli, Shigella o Vibrio y contra infecciones en heridas causadas por patógenos de la piel como Staphylococcus y Streptococcus. Recientemente, la terapia de fagos ha sido aplicada en infecciones sistémicas e intracelulares, la agregación de fagos que no se replican, y al aislamiento de enzimas de fagos, como la lisina. Sin embargo, no existen pruebas reales de la eficacia de estos métodos de terapia de fagos.
Algunos de los avances occidentales respecto al tema, datan de 1994, cuando Soothill demostró (en un modelo con animales) que el uso de fagos reducía la posibilidad de una infección por Pseudomonas aeruginosa en operaciones de injerto de piel. Recientes estudios, han proporcionado un apoyo adicional para estos hallazgos en el sistema modelo.
Aunque no es en esencia “terapia de fagos”, el uso de fagos como mecanismo de distribución para antibióticos tradicionales, es otro de los posibles usos terapéuticos. El uso de fagos para distribuir agentes anti-tumorales ha sido descrito preliminarmente en experimentos In vitro en células de cultivos de tejido.
En junio de 2015, la Agencia Europea de Medicamentos organizó un taller de un solo día, dedicado al uso terapéutico de bacteriófagos; y en julio de 2015, el Instituto Nacional de la Salud (EUA), organizó un taller de dos días titulado “ Terapia Bacteriófaga: Una Estrategia Alternativa para Combatir la Resistencia a los Medicamentos".
En 2022 se reportó que se administraron dos myco bacteriófagos por vía intravenosa, dos veces al día a un hombre joven con infección pulmonar de Mycobacterium abscessus subsp abscessus resistente a tratamiento y enfermedad pulmonar grave de fibrosis quística. Los cultivos obtenidos de las vías respiratorias de M. abscessus se volvieron negativos después de aproximadamente 100 días de tratamiento combinado con bacteriofagos y antibióticos. Una variedad de biomarcadores confirmaron la respuesta terapéutica. El individuo recibió un trasplante de pulmón bilateral después de 379 días de tratamiento y los cultivos del tejido proveniente de un explante pulmonar confirmaron la erradicación de la micobacteria.

## Beneficios potenciales

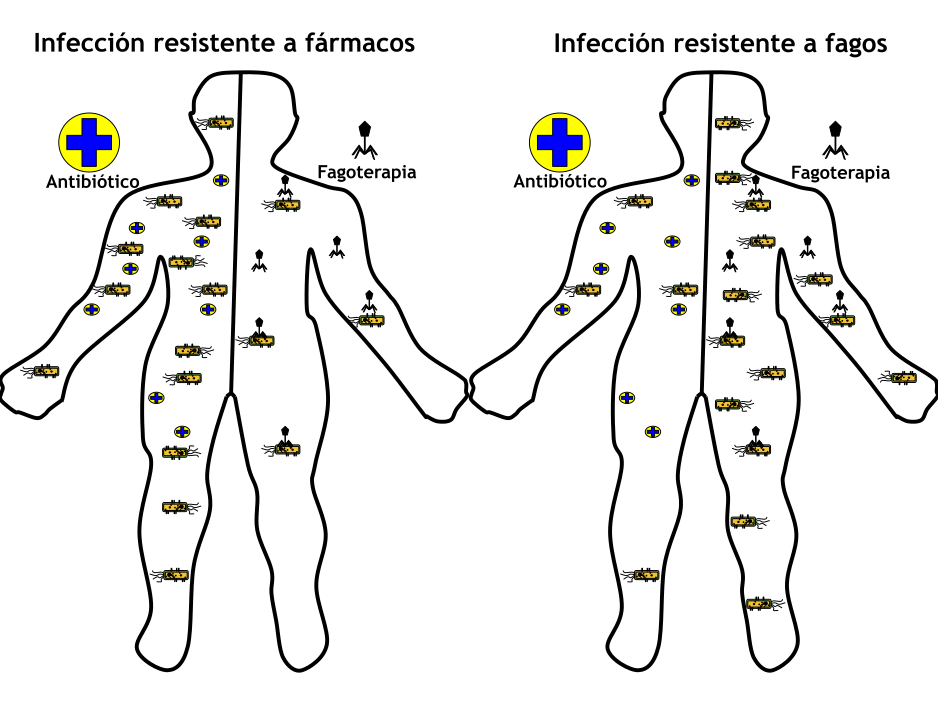
La fagoterapia es el uso de bacteriófagos para tratar infecciones bacterianas. Podría utilizarse como alternativa a los antibióticos cuando las bacterias desarrollen resistencia. Las superbacterias inmunes a múltiples tipos de fármacos se están convirtiendo en un problema con el uso cada vez más frecuente de antibióticos. Gracias a su especificidad, los fagos pueden atacar a estos microbios peligrosos sin dañar las células humanas. Cuando las bacterias desarrollan inmunidad a los fagos, por lo general tienen que renunciar a su resistencia a los antibióticos, dejando siempre un punto débil que nos permite tratar contra ellas.

El tratamiento con bacteriófagos ofrece una alternativa al uso de antibióticos convencionales para el tratamiento de infecciones bacterianas. Es probable que, aunque las bacterias pueden desarrollar resistencia a los fagos, esta resistencia es más fácil de superar que la resistencia a los antibióticos. Así como las bacterias pueden evolucionar para obtener resistencia, los virus pueden evolucionar para superar la resistencia.
Los bacteriófagos son muy específicos, sólo se enfocan en una o pocas cepas de una bacteria. Los antibióticos tradicionales tienen una mayor variedad de efectos, matando de esta manera a bacterias dañinas, así como a bacterias útiles, como las que nos facilitan la digestión de alimentos. Las especies y cepas específicas de los bacteriófagos reducen la posibilidad de matar bacterias no dañinas mientras se trata una infección.
Evidencia, demuestra la habilidad de los fagos para llegar al sitio de acción requerido (incluyendo el cerebro, donde los fagos pueden traspasar la barrera hematoencefálica), además de que pueden multiplicarse en presencia del huésped bacteriano apropiado, para así combatir infecciones como la meningitis. Sin embargo, el sistema inmune del paciente puede, en algunos casos, generar una respuesta inmune al fago (2 de cada 44 pacientes de acuerdo a un estudio polaco).
Pocos grupos de investigación occidentales están desarrollando un mayor rango de fagos, así como una mayor variedad de formas de tratamiento para Staphylococcus aureus resistentes a la meticilina (SARM); esto incluye injertos de piel en heridas, tratamiento preventivo para víctimas de quemaduras y suturas fago impregnadas. Un nuevo proyecto de la Universidad Rockefeller, son los enzibióticos, los cuales crean enzimas a partir de fagos. Estos nuevos medicamentos muestran potencial para prevenir infecciones bacterianas secundarias como el desarrollo de neumonía en pacientes con gripe y otitis.[cita requerida] Las enzimas recombinantes y purificadas de los fagos pueden usarse por separado como agentes antibacterianos.
Para algunas bacterias, como la multirresistente Klebsiella pneumoniae, no hay antibióticos efectivos que no sean tóxicos, pero la erradicación de esta bacteria a través de fagos vía intraperitoneal, intravenosa o intranasal, ha mostrado resultados en las pruebas de laboratorio.

## Aplicación

### Recolección
La manera más simple del tratamiento de fagos involucra la recolección local de agua que es probable que contenga grandes cantidades de bacterias y bacteriofagos, por ejemplo de desagües, aguas residuales y otras fuentes. También pueden ser extraídos de cadáveres.[cita requerida] Las muestras son tomadas y aplicadas a las bacterias que han de ser destruidas y han sido cultivadas en un medio de crecimiento.
Si las bacterias mueren, como generalmente pasa, la mezcla es centrifugada; los fagos son recolectados de la parte superior de la mezcla y pueden ser extraídos.
Las soluciones de fagos son probadas para ver cuáles muestran efectos de represión de crecimiento (lisogenia) o destrucción (lisis) de las bacterias objetivo. Los fagos que muestran lisis son posteriormente amplificados en cultivos de las bacterias objetivo, pasadas a través de un filtro para extraer todo excepto los fagos, y después distribuirlos.

### Administración
Los fagos pueden generalmente ser liofilizados y convertidos en píldoras sin impactar en la eficacia materialmente. Con temperatura estable de hasta 55 °C y con vida útil de 14 meses algunos tipos de fagos han mostrado que pueden estar en una píldora.
La aplicación en forma líquida es posible, almacenados perfectamente en viales refrigerados.
La administración oral funciona mejor cuando se incluye un antiácido, así el número de fagos que sobreviven el paso por el estómago se incrementa.
La administración tópica a menudo involucra la aplicación de gasas que son colocadas en el área que será tratada.

## Obstáculos
La alta especificidad de cepa bacteriana de terapia de fagos hace necesario que las clínicas produzcan diferentes combinaciones para tratamientos relacionadas con la misma enfermedad o infección porque los componentes cierta bacteria difieren entre regiones o personas.
Además debido a la especificidad de cada fago, para lograr un alto porcentaje de éxito, se aplica una cantidad de fagos mezclados. Esto significa que los “bancos” que contienen diferentes tipos de fagos se tienen que regular y actualizar regularmente con nuevos fagos.
Además, la bacteria puede desarrollar diferentes receptores, ya sea antes o después del tratamiento, lo cual puede evitar que los fagos la erradiquen por completo.
La necesidad de bancos para fagos, hace que las pruebas regulatorias de seguridad sean más difíciles y costosas bajo la normativa vigente de varios países. Este proceso sería más difícil para producciones largas de terapias de fagos. Además, los asuntos relacionados con patentes (específicamente en organismos vivos), puede complicar la distribución de las compañías farmacéuticas quienes desean tener el control total de su “invento,” lo cual desalienta a las corporaciones sin fin de lucro en invertir para la difusión de esta tecnología.
Como se ha dado a conocer los últimos 30 años, una micobacteria como lo es Mycobacterium tuberculosis tiene bacteriofágos específicos. No se ha encontrado un fago lítico para Clostridium difficile, la cual es responsable por enfermedades nosocomiales, sin embargo, algunos fagos moderados (integrados en el genoma, también llamados lisogénicos) son conocidos por esta especie. Esto abre el fomento de vías, pero con riesgos adicionales como se muestran a continuación.
Para trabajar, el virus necesita llegar al sitio de la bacteria. Los virus pueden alcanzar lugares inaccesibles para los antibióticos. Por ejemplo, el bajista de jazz Alfred Gertler, tuvo una infección en los huesos después de romperse un tobillo. Un médico de Estados Unidos, le comentó que se tenía que amputar el tobillo. Él se negó y estuvo postrado en una cama durante cuatro años hasta que recibió una terapia con fagos en el Instituto Eliava en Tbilisi, Georgia, que eliminó por completo su infección. Tiempo después se operó del tobillo y continuó su carrera y su vida familiar.
El financiamiento para la terapia de fagos y pruebas clínicas es insuficiente y difícil de obtener, ya que es un proceso largo y complejo. Científicos comentan que “el obstáculo más grande es regulatorio,” mientras la postura de un oficial es que cada fago necesita una prueba individualmente ya que sería muy complicado hacerlo todo junto, con muchas y diferentes variables. Debido a la especificidad de los fagos, la terapia podría llegar a ser más efectiva con un cóctel de inyección, lo cual, la mayoría de las veces es rechazado por la Administración de Alimentos y Medicamentos de Estados Unidos (FDA por sus siglas en inglés). Investigadores y observadores predijeron que, con el fin de que la terapia de fagos fuera exitosa la FDA tenía que cambiar su actitud regulatoria con respecto a la combinación de medicamentos. La conciencia pública y la educación que se le dio a las personas acerca de la terapia de fagos están generalmente limitadas a investigación científica o independiente en vez de los principales medios de comunicación.
La percepción negativa de las personas hacia los virus podría también jugar un papel importante en el momento de aceptar la terapia de fagos.

## Legislación
No se ha aprobado la terapia de fagos en algunos países occidentales. La ley de Washington y Oregón permite a los médicos naturistas el usar cualquier terapia experimental que sea legal en cualquier lugar del mundo.
En Texas los fagos son considerados como sustancias naturales y pueden ser usados (pero no como reemplazo) para la terapia tradicional. Algunas personas la han estado usando rutinariamente en una clínica del cuidado de heridas en Lubbock, Texas, desde el año 2006.
En 2013 "el 20 bienal Evergreen Encuentro Internacional Fago… La conferencia reunió a 170 participantes de 35 países, incluyendo a los líderes de empresas e institutos que participan en terapias de fagos humanos de Francia, Australia, Georgia, Polonia y los Estados Unidos.

### Seguridad
Algo difícil aparte de la aprobación de la terapia es proveer seguridad al usar una entidad que puede autorreplicarse y tiene la capacidad de evolucionar.
Al igual que con la terapia de antibióticos y otros métodos contra las enfermedades bacterianas, endotoxinas son liberadas por la bacteria al mismo tiempo que son destruidas dentro del paciente (reacción Herxheimer). Esto puede causar síntomas de fiebre; en casos extremos un shock tóxico (un problema que también se presenta con los antibióticos) es posible. Anakiraman Ramachandran argumenta que esta complicación puede ser evitada en los tipos de infecciones donde es más probable que se produzca esta reacción gracias al uso de bacteriófagos modificados genéticamente, quien tiene el gen responsable de producir endolisin. Sin este gen, el anfitrión que sede a la bacteria muere, sin embargo, permanece intacto porque el lysis está deshabilitado. Por otra parte, esta modificación detiene el crecimiento exponencial de los fagos, en pocas palabras un fago muerto significa una célula muerta. Eventualmente, estas células muertas son consumidas por las tareas de la limpieza efectuadas por los fagocitos, los cuales utilizan enzimas para romper la bacteria completa y su contenido dentro de una inofensiva proteína, polisacárido o lípido.
Los bacteriófagos templados (lisogénicos) no son usualmente usados para terapia, ya que este grupo puede actuar de tal manera para intercambiar ADN. Esto contribuye a que se extienda la resistencia antibiótica, o inclusive hipotéticamente, hacer la bacteria patogénica. Carl Merril aclama que las cepas inofensivas de corynebacterium pudieron haber sido convertidas en c. diphtheriae, el cual, “probablemente mató a un tercio de las personas que migraban a Estados Unidos en el siglo diecisiete". Afortunadamente muchos fagos parecen ser solo lítico con una probabilidad muy pequeña de convertirse en lisogénico.

## Eficacia
En Rusia, la mezcla de combinaciones de fagos llega a tener una eficacia terapéutica del 50%. Esto iguala a la completa cura de 50 a 100 pacientes con infecciones de resistencia antibiótica terminal. La proporción de solamente el 50% se debe probablemente a decisiones individuales en ingredientes y un diagnóstico eficaz del agente responsable de la infección.

## Otros animales
Universidad Brigham Young, actualmente está buscando el uso de terapia de fagos para tratar el loque de las abejas de Estados Unidos.

## Impacto cultural
En la novela de 1965 y 1966, ganadoras del premio Pulitzer, Arrowsmith usó la terapia de fagos como un marcador.
En 2002 la novela de Greg Bear, Vitales, caracteriza a la terapia de fagos, basado en una investigación de la Unión Soviética, para transferir material genética.
La colección de los ensayos de la historia militar acerca del cambio en el papel en la guerra, “Las Mujeres en la Guerra-desde la parte delantera de la casa a primera línea” incluye un capítulo que ofrece terapia de fago: “Capítulo 17: Las Mujeres que Derritieron la Guerra Fría".